# 幽冥大帝樂團
幽冥大帝樂團（Emperor）是一組來自挪威的黑金屬樂團。這幾年，他們音樂已轉變為「極端交響金屬」。樂團在2001年解散，但在2006年和2007年兩度復出參加音樂季和美國巡迴演唱。

## 樂團成員
- Ihsahn （页面存档备份，存于）
- Samoth （页面存档备份，存于）
- Trym Torson （页面存档备份，存于）

## 專輯
- 《黯淡無光》（In the Nightside Eclipse） (1994)
- 《蒼穹魔詩》（Anthems to the Welkin at Dusk） (1997)
- 《第九真象》（IX EquilibriuM） (1999)
- 《火神樂章：火與薨的懲戒》（Prometheus: The Discipline of Fire and Demise） (2001)

## 外部連結
- 官方網站 （页面存档备份，存于）
- 幽冥大帝樂團的MySpace主頁